# Urwald Sababurg
Der Urwald Sababurg, auch als Urwald im Reinhardswald bekannt, ist ein unter Natur- und Landschaftsschutz stehendes und aus einem Hutewald hervorgegangenes Waldgebiet.
Es findet sich  nahe der Sababurg im Reinhardswald im nordhessischen Landkreis Kassel. Der natürlich nachwachsende Wald ist allerdings nicht das einzige urwaldartige Gebiet in dieser Gegend. Er steht seit 1907 unter Schutz (ursprünglich als Naturdenkmal) und ist damit Hessens ältestes Naturschutzgebiet.
Der „urige“ Charakter des 92 ha großen „Urwaldes“ wird geprägt von alten Hutebäumen. Die mächtigen, knorrigen, angeblich „800 bis 1000-jährigen Eichen“ (realistisch 300- bis 400-jährig) und dick- oder mehrstämmigen Buchen sind Zeugen einer jahrhundertelangen Bewirtschaftung. Zudem wächst „meterhoher Farn“.

## Geographische Lage
Der Urwald Sababurg befindet sich im Kernbereich des Reinhardswaldes im gemeindefreien Gebiet Gutsbezirk Reinhardswald zwischen dem 2,4 km südwestlich liegenden Hofgeismarer Stadtteil Beberbeck (Gutshof mit Schloss) und dem rund 3,8 km (jeweils Luftlinie) nördlich gelegenen Gottsbüren (Ortsteil von Trendelburg). Er liegt etwa zwischen 269 m (am Eingangsbereich im Norden) und 336 m ü. NN (an östlicher Grenze). Östlich an sein Gebiet stößt der an der Sababurg befindliche Tierpark Sababurg, der wie der nach der Burg benannte Ortsteil zu Beberbeck gehört. Nordöstlich knapp außerhalb des Urwaldes befindet sich die Anhöhe „Kuhberg“ (326 m). Südwestlich vorbei fließt im benachbarten Naturschutzgebiet Oberes Holzapetal etwa in Südost-Nordwest-Richtung mit der Holzape ein Zufluss der Diemel.

## Beschreibung
Der Urwald Sababurg ist kein wirklicher Urwald im eigentlichen Sinn, er ist vielmehr aus einem Hutewald hervorgegangen, der nach Ende seiner Nutzung nicht oder nur in geringem Maße forstwirtschaftlich bewirtschaftet wurde und daher seit geraumer Zeit die für Wälder typischen Alterungs- und Erneuerungsprozesse durchläuft.
Die Besonderheit seines Baumbestandes liegt darin, dass jedes alte Baumindividuum für sich als Naturdenkmal schutzwürdig ist. Die Vergesellschaftung einer derart hohen Zahl so alter Bäume ist im westlichen Mitteleuropa heute selten. Herausragend ist in dem Gebiet der hohe Totholzanteil, der ihm ein urwaldartiges Gepräge verleiht, und die daran gebundene Biozönose. Viele Bäume haben ein Alter und eine Größe erreicht, die in einem natürlichen Buchenurwald nicht zu erwarten sind, hier jedoch durch die Nutzung als lichter Hutewald möglich wurden.

## Geschichte
Der Urwald Sababurg wurde bereits 1907 auf rund 61 ha Fläche aus der forstlichen (und landwirtschaftlichen) Nutzung herausgenommen. Damit ist er eines der ersten deutschen Naturschutzgebiete und das erste hessische Naturschutzgebiet. Dies geschah auf Initiative des Düsseldorfer Malers Theodor Rocholl, der als Schlachtenmaler berühmt wurde und im Reinhardswald mehrere seiner Landschaftsgemälde schuf sowie zahlreiche nachfolgende Künstler zu Studien des „Urwaldes“ inspirierte. Daher wird das Gebiet, das vollständig hessisches Eigentum ist, bis heute „Malerreservat“ genannt. Durch Grenzänderungen von 1917 wuchs es auf maximal 181 ha an. Doch in den Folgejahren erkannte man, dass in dieser Erweiterungsfläche Großteile nicht schutzwürdig sind, sodass die Fläche 1925 auf etwa 90 oder 92 ha reduziert wurde und ihre heutige Form erhielt.
Das heutige als „Urwald“ bezeichnete Gebiet ist – streng biologisch oder ökologisch betrachtet – kein Urwald, sondern war ursprünglich ein lockerer Weidewald, der sich aus alten Huteeichen und -buchen zusammensetzte und durch die intensive Waldweidenutzung des Reinhardswaldes bis Mitte des 19. Jahrhunderts entstand. Auf die frühere Nutzung als Weidewald weist der alte Name „Kuhberg“ hin. Die Waldweiderechte der Bauern wurden 1865 aufgehoben.

## Flora und Fauna

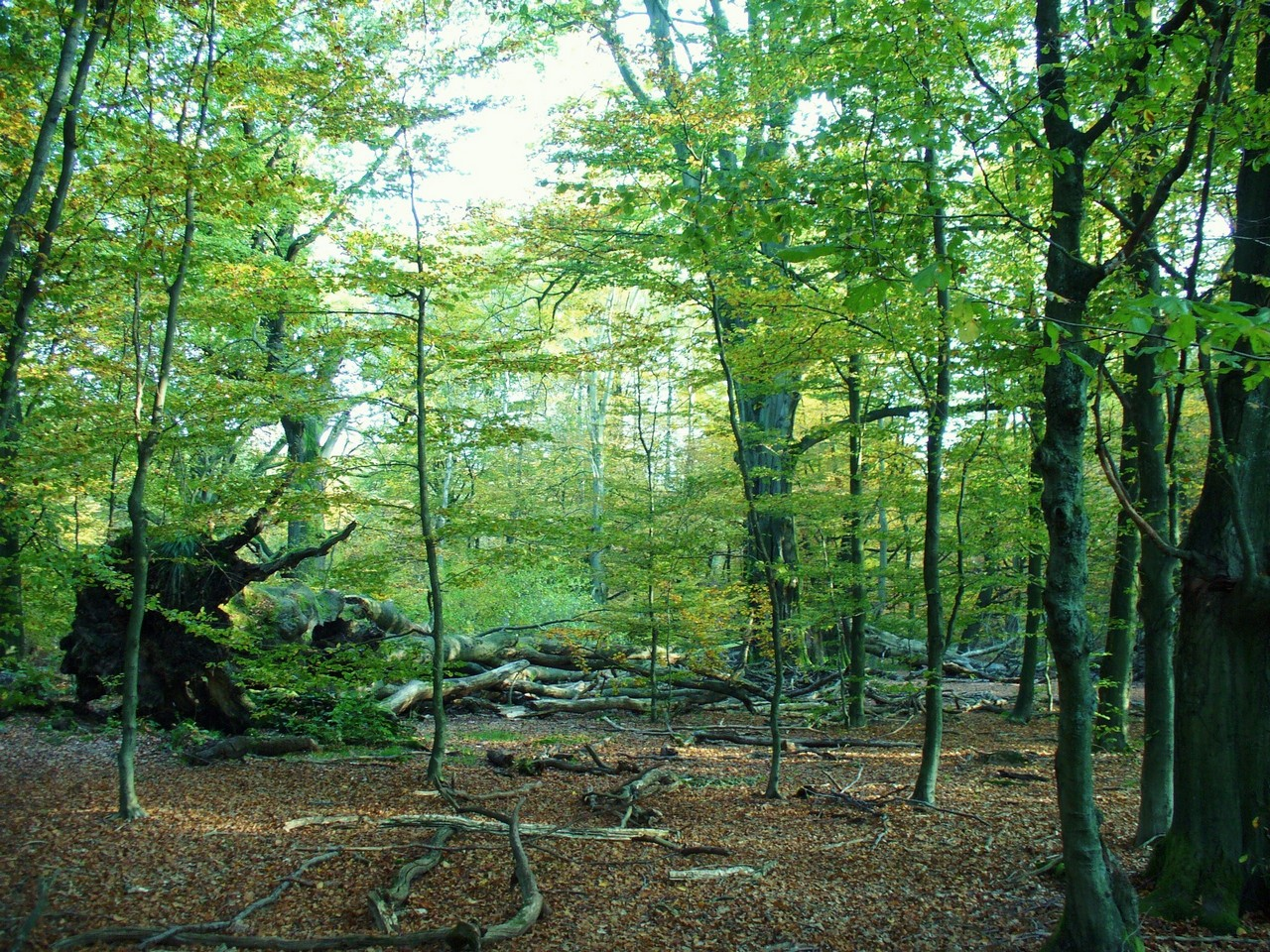
Stellenweise zeigt das Naturschutzgebiet tatsächlich Aspekte eines westeuropäischen, von Buchen dominierten Urwaldes

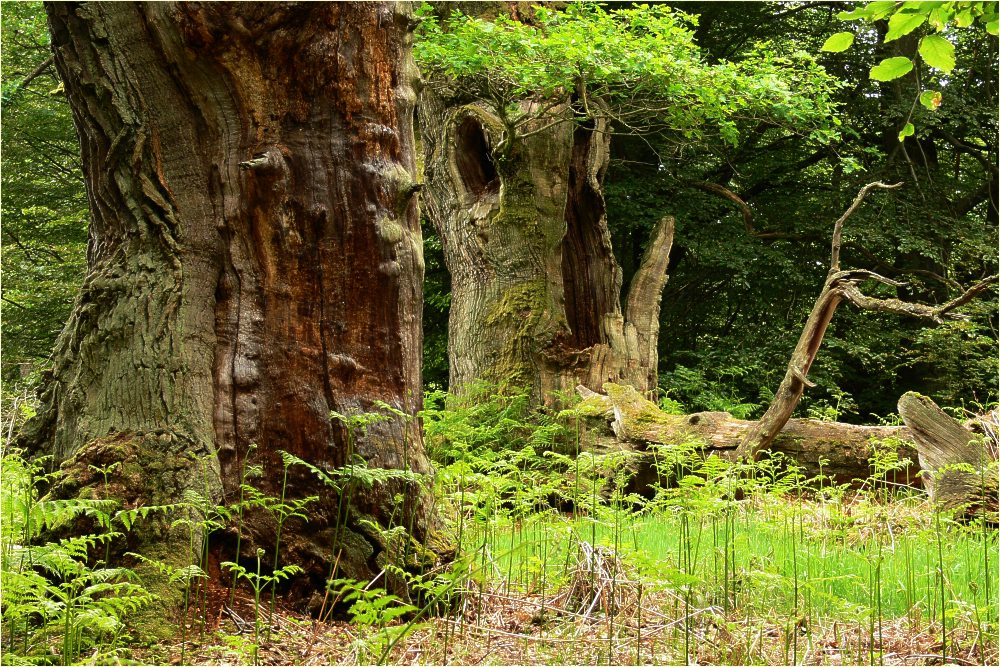
Alte Eichen im Urwald Sababurg im Mai

Das Naturschutzgebiet war von Anfang an ein Totalreservat und wurde seit der Unterschutzstellung nicht mehr forstlich genutzt. Während viele der uralten, dickstämmigen Eichen und Rotbuchen ihr natürliches Höchstalter erreicht haben und im Absterben begriffen sind, wuchs in ehemaligen Waldlücken ein junger Sekundärwald auf, der noch zahlreiche Exemplare der Pionierbaumarten Eberesche (Sorbus aucuparia) und Hänge-Birke (Betula pendula) enthält.
Natürliche Waldgesellschaft auf dem Waldstandort (auf nährstoffarmen, schwach lössbeeinflussten Braunerden über Buntsandstein) wäre ein Hainsimsen-Buchenwald (Luzulo-Fagetum). Die Eiche verdankt ihr Vorkommen menschlicher Förderung (sie war der wichtigste Mastbaum für die Waldweide) und wird ohne diese früher oder später aus dem Gebiet verschwinden. Seit 1975 werden deshalb einige markante Huteeichen freigestellt, um sie vor der Konkurrenz der aufwachsenden jungen Rotbuchen (Fagus sylvatica) zu schützen.
Einzelne Baumgestalten

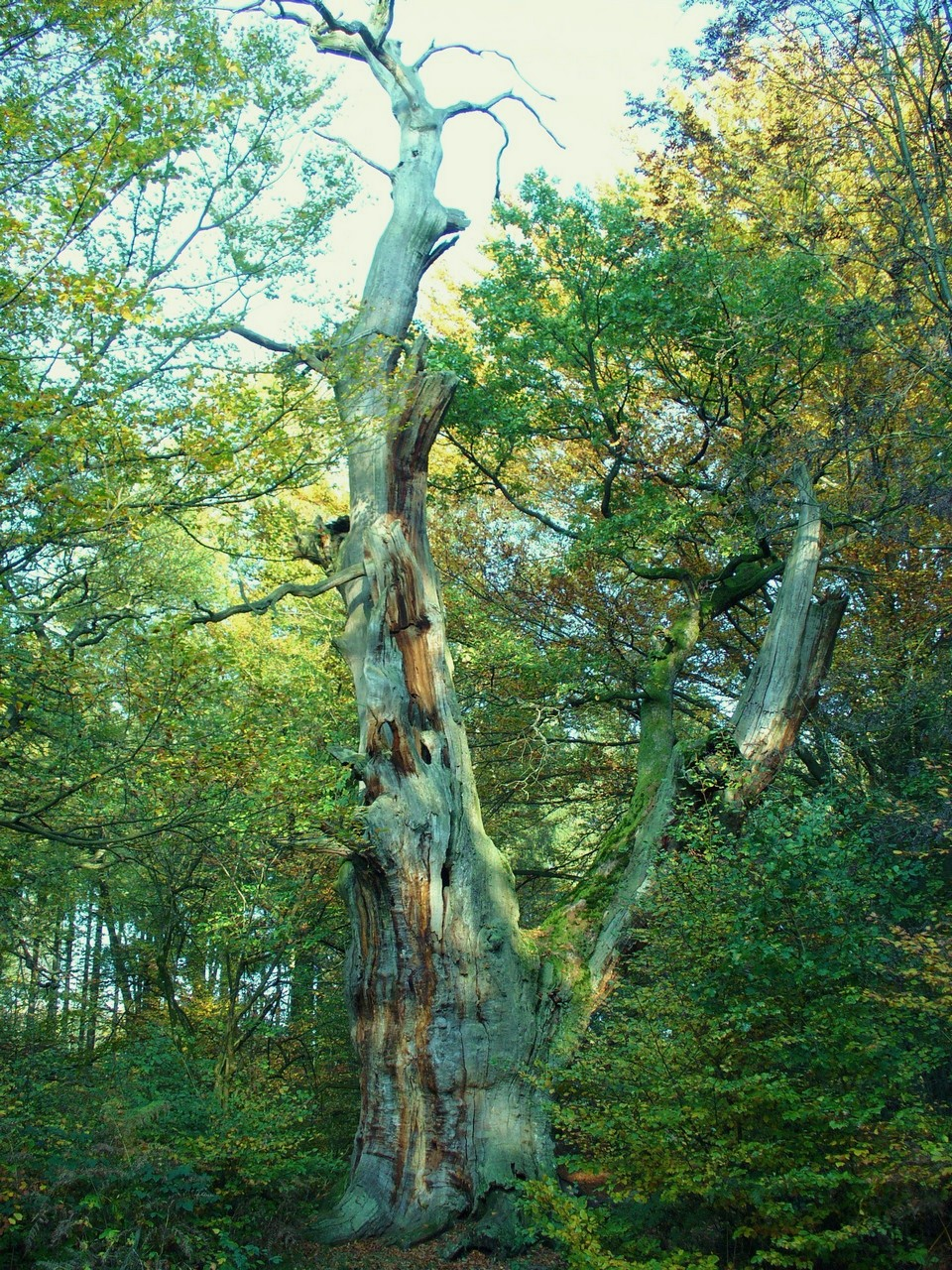
„Wappeneiche“
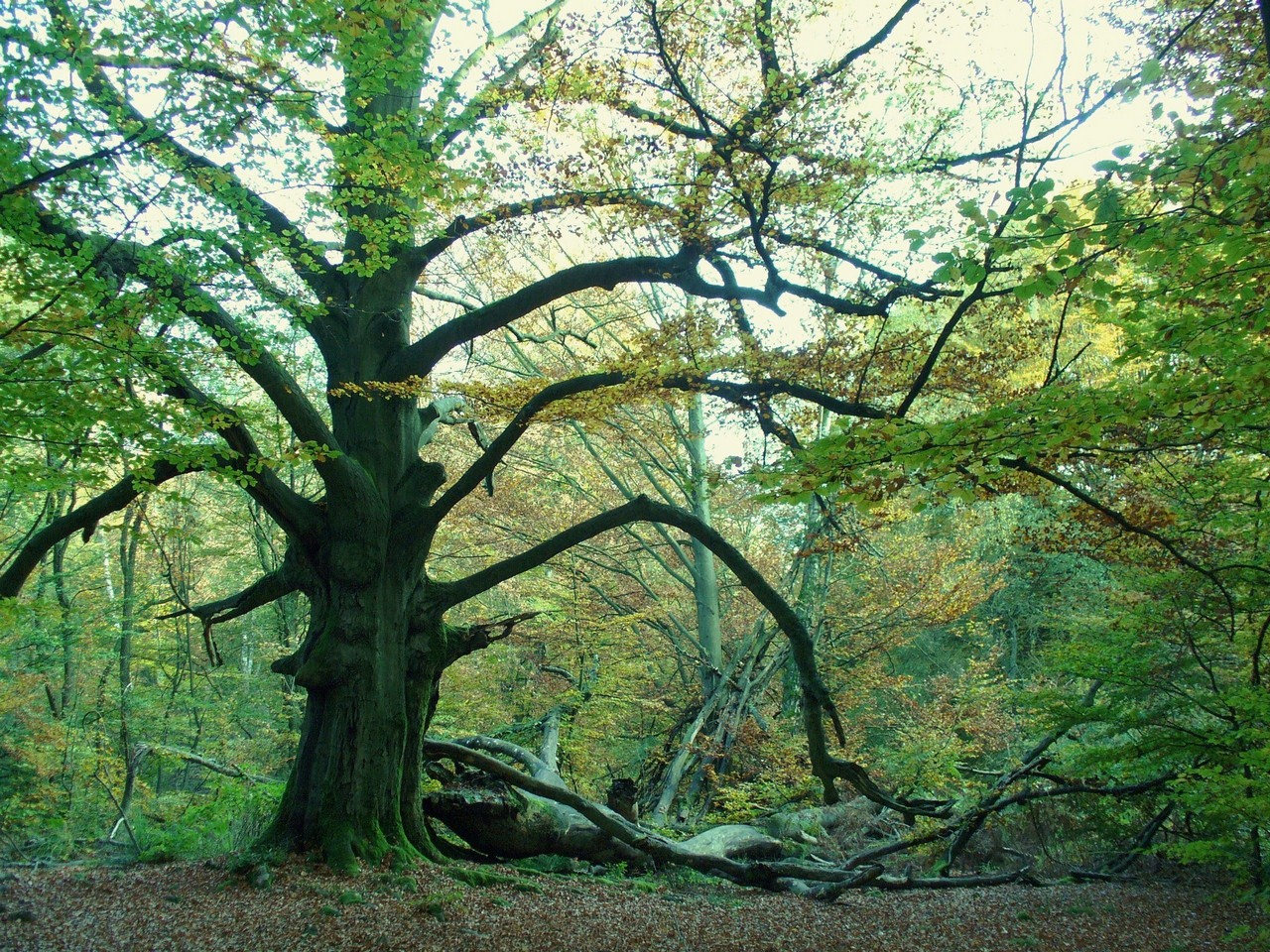
Hutebuche mit breiter Krone
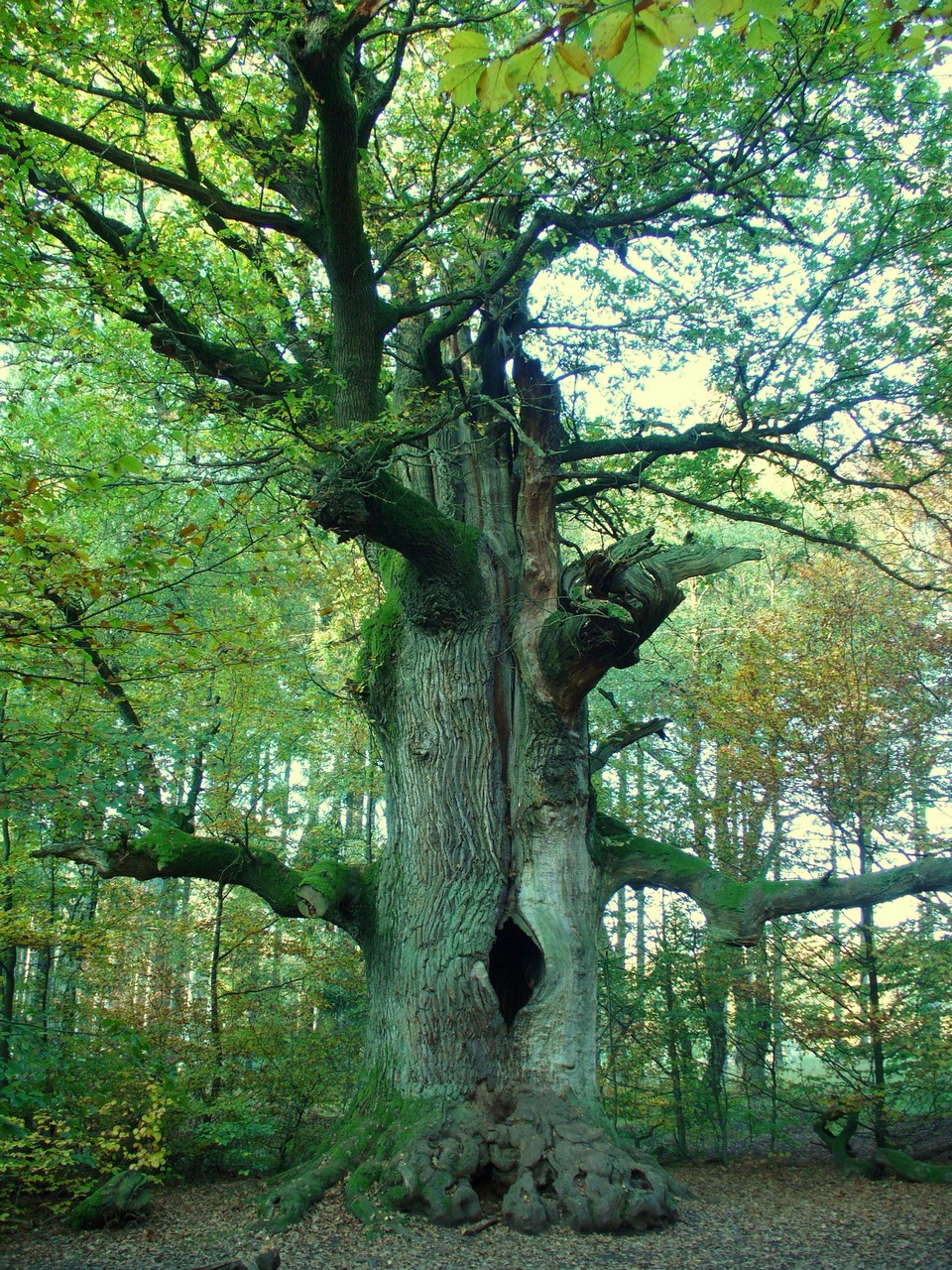
„Kamineiche“
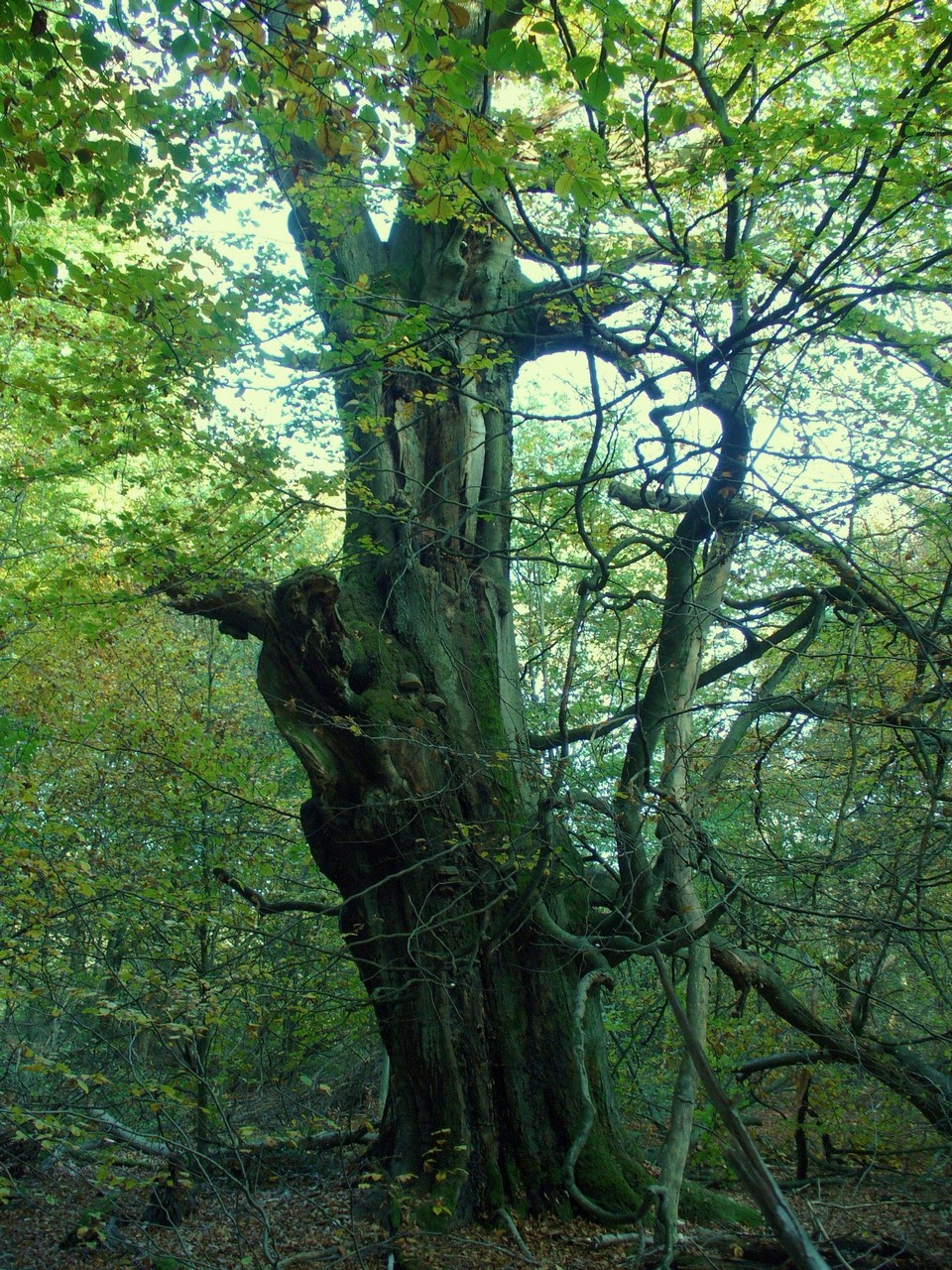
Alte, halbverfallene Hutebuche
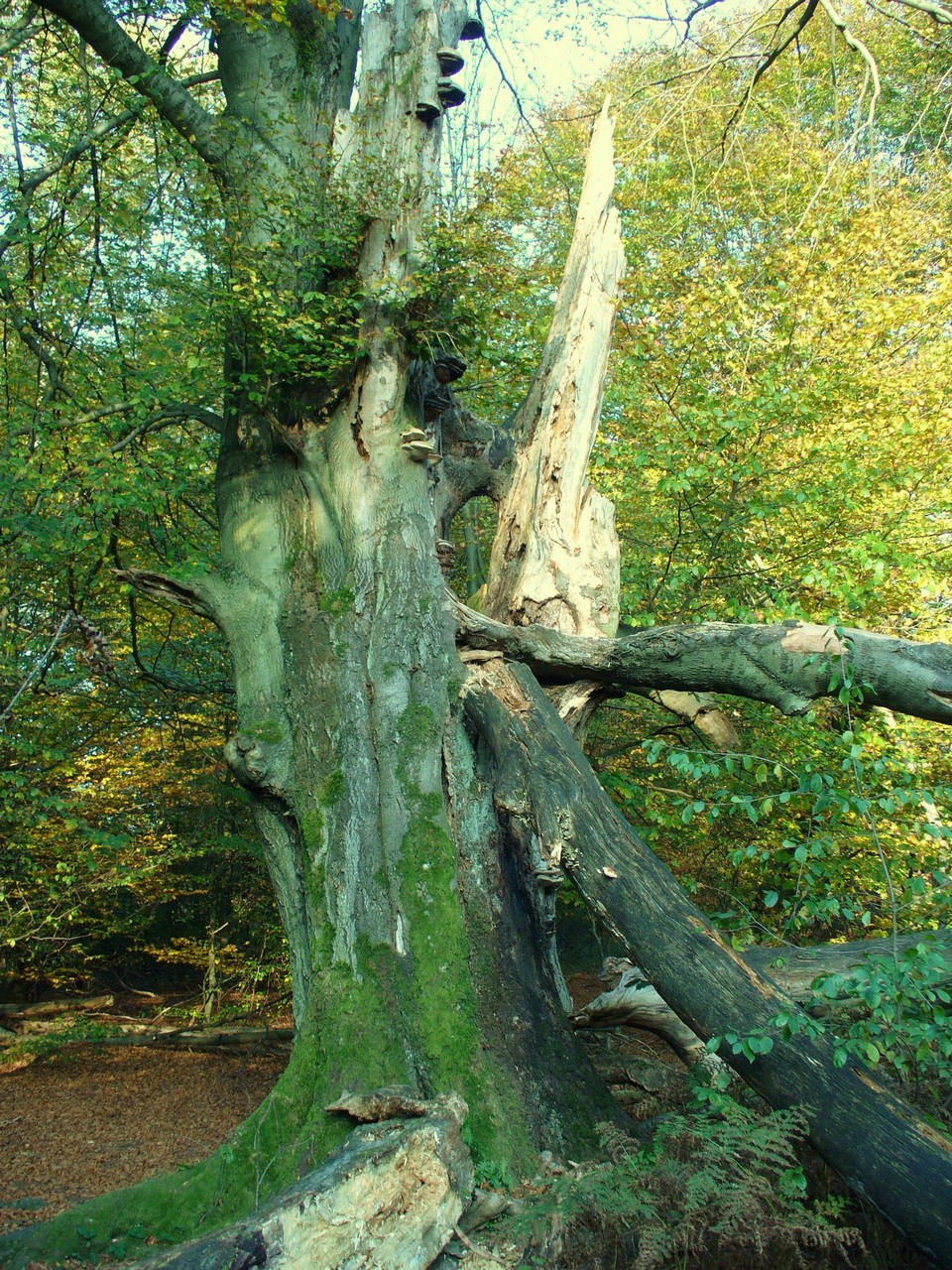
Hutebuche, weitestgehend abgestorben
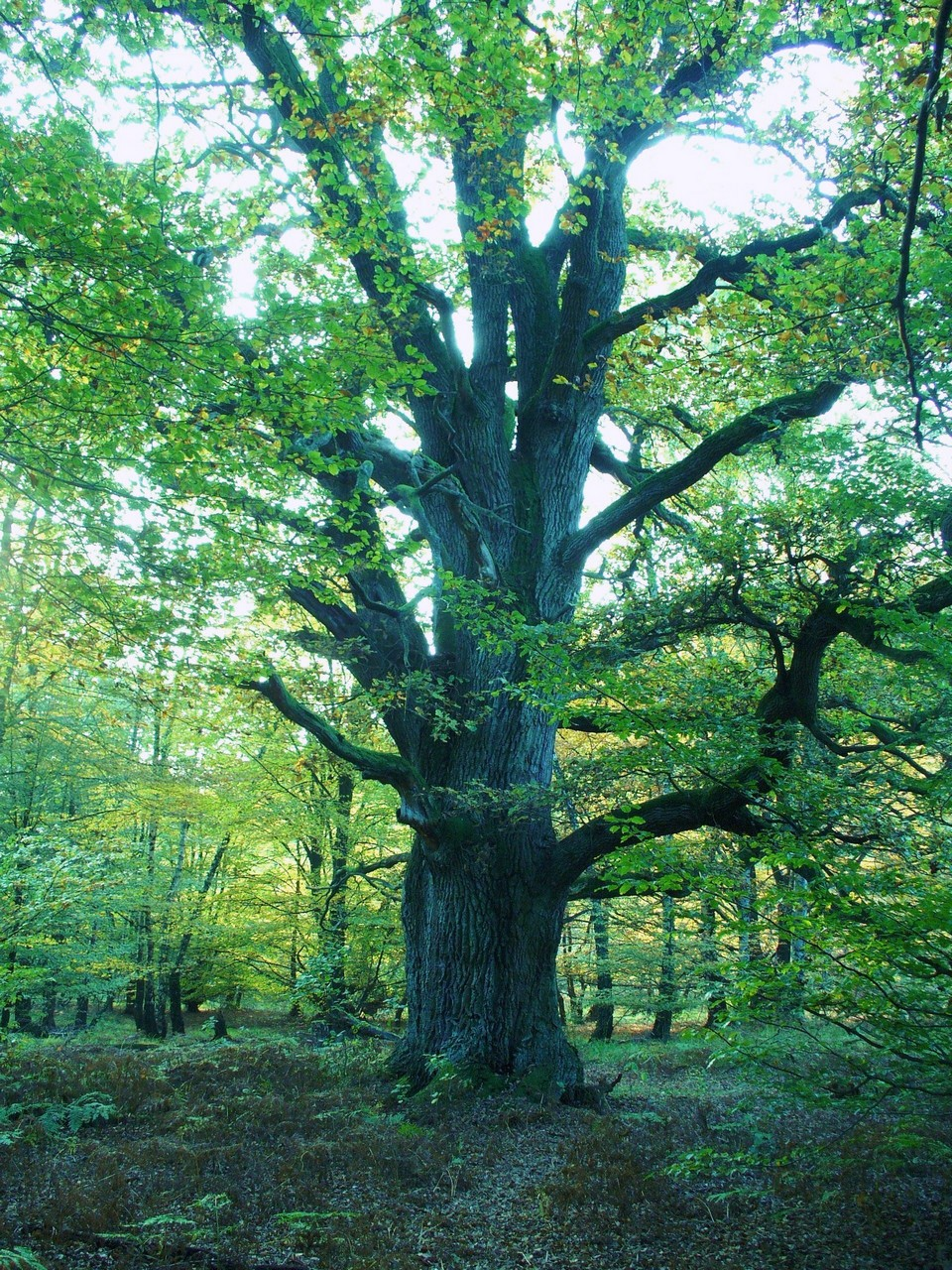
Relativ junge, vitale Huteeiche mit breiter Krone
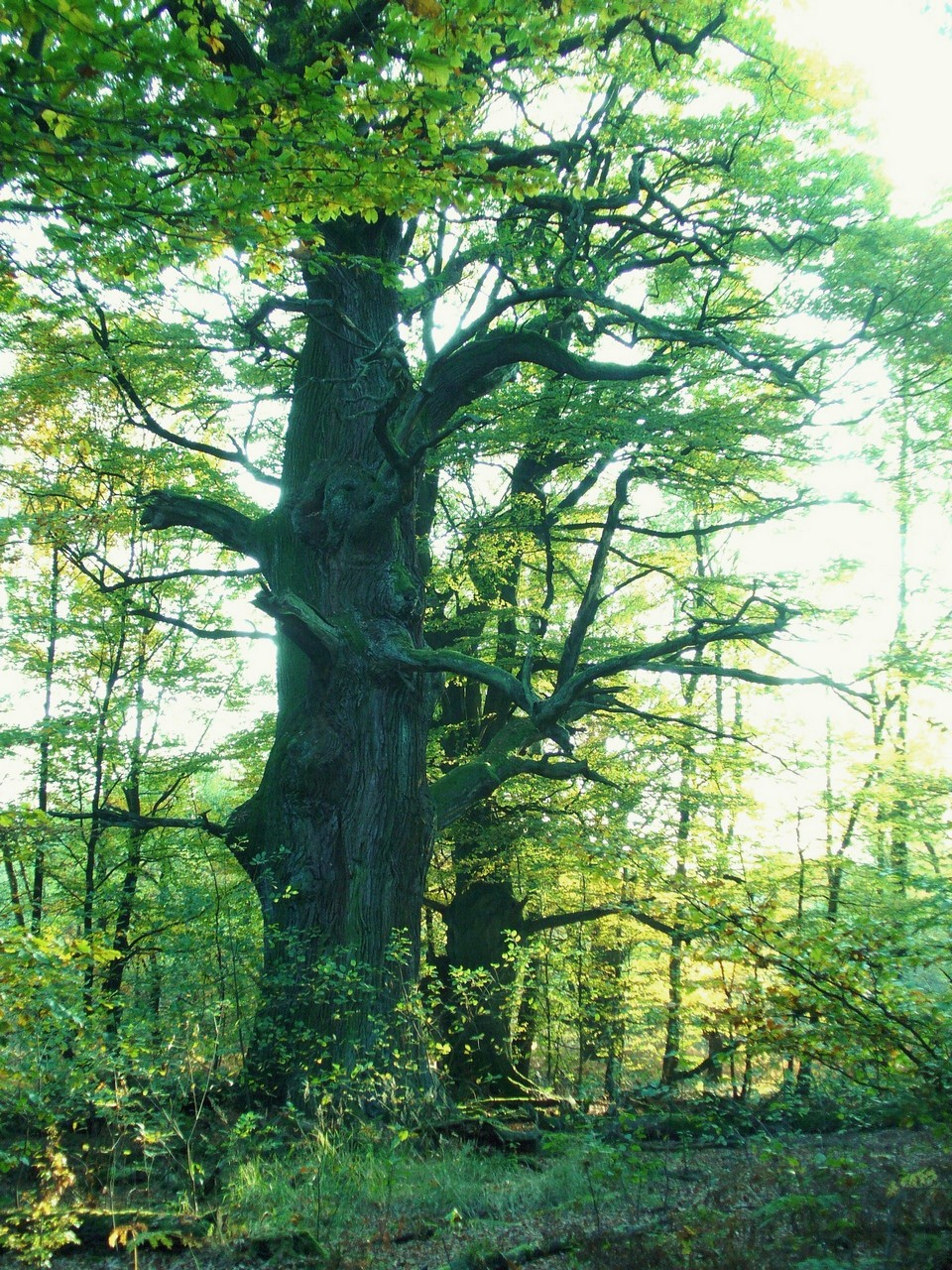
Halbverfallene Huteeiche
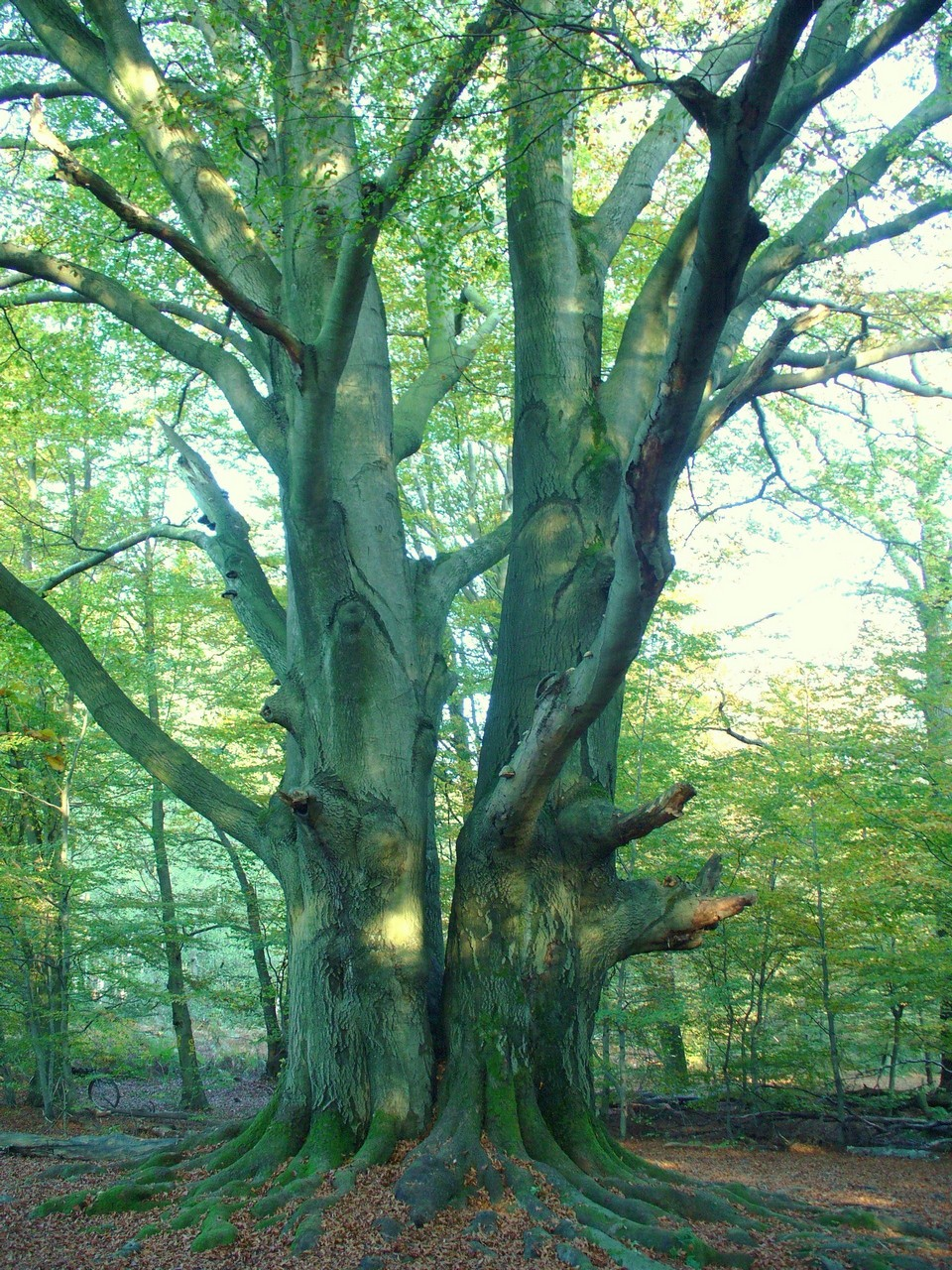
Riesige, mehrstämmige Buche
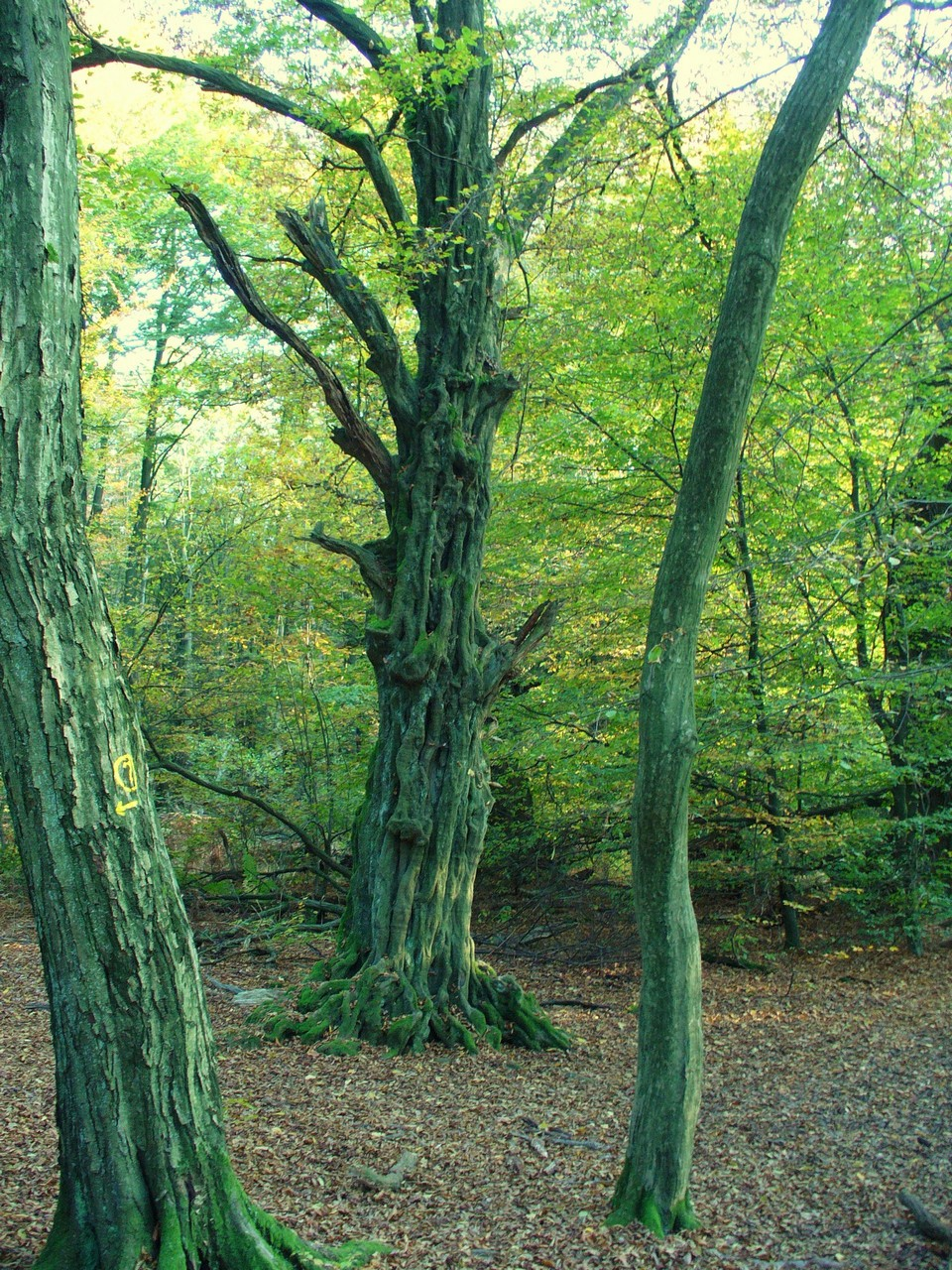
Alte Hainbuche mit strängigem Stamm
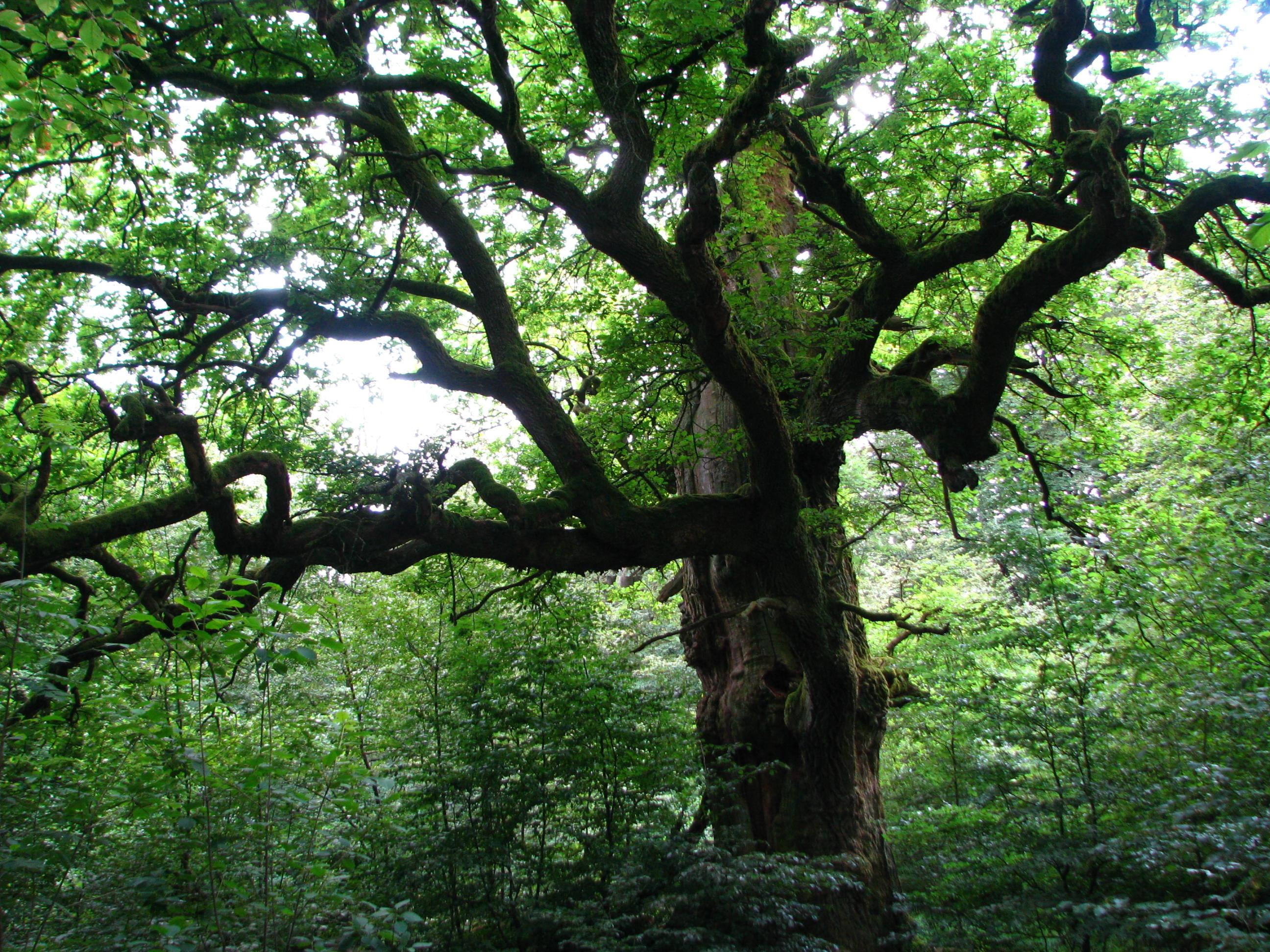
Alte, knorrige Eiche

Den Bodenbewuchs dominieren Bodensäurezeiger wie Blaubeere (Vaccinium myrtillus), Drahtschmiele (Avenella flexuosa), Waldreitgras (Calamagrostis arundinacea) und Schönes Widertonmoos (Polytrichum formosum). Lichtungen werden vom Adlerfarn (Pteridium aquilinum) eingenommen. In der Senke, die im Süden des Naturschutzgebietes in die Aue der Holzape überleitet, haben sich auf Wasser stauenden Stagno-Gleyen Schwarzerlen-Bruchwälder entwickelt, die auch einzelne Exemplare des Faulbaums enthalten.
Im Jahre 1967 wurden in dem Naturschutzgebiet 133 Pflanzenarten nachgewiesen und 1964 zählte man 253 Insektenarten. Kennzeichnend für den Urwald Sababurg sind nicht nur Baumriesen, sondern auch die hohen Anteile an stehendem und liegendem Totholz, das zahlreichen totholzzersetzenden Pflanzen- und Tierarten Lebensraum bietet. Der Wald ist in der Öffentlichkeit auch für sein Hirschkäfer-Vorkommen bekannt.
Seit 2008 ist das Gebiet mit 101,4 ha annähernd flächengleich als FFH-Gebiet Urwald Sababurg ausgewiesen und wurde damit Teil der europäischen Natura 2000-Netzwerks. Neben den bereits genannten Waldgesellschaften bezieht sich der Schutzstatus insbesondere auf den Eremit (auch Juchenkäfer genannt), die Wildkatze sowie mehrere Fledermaus- und Spechtarten.

## Tourismus

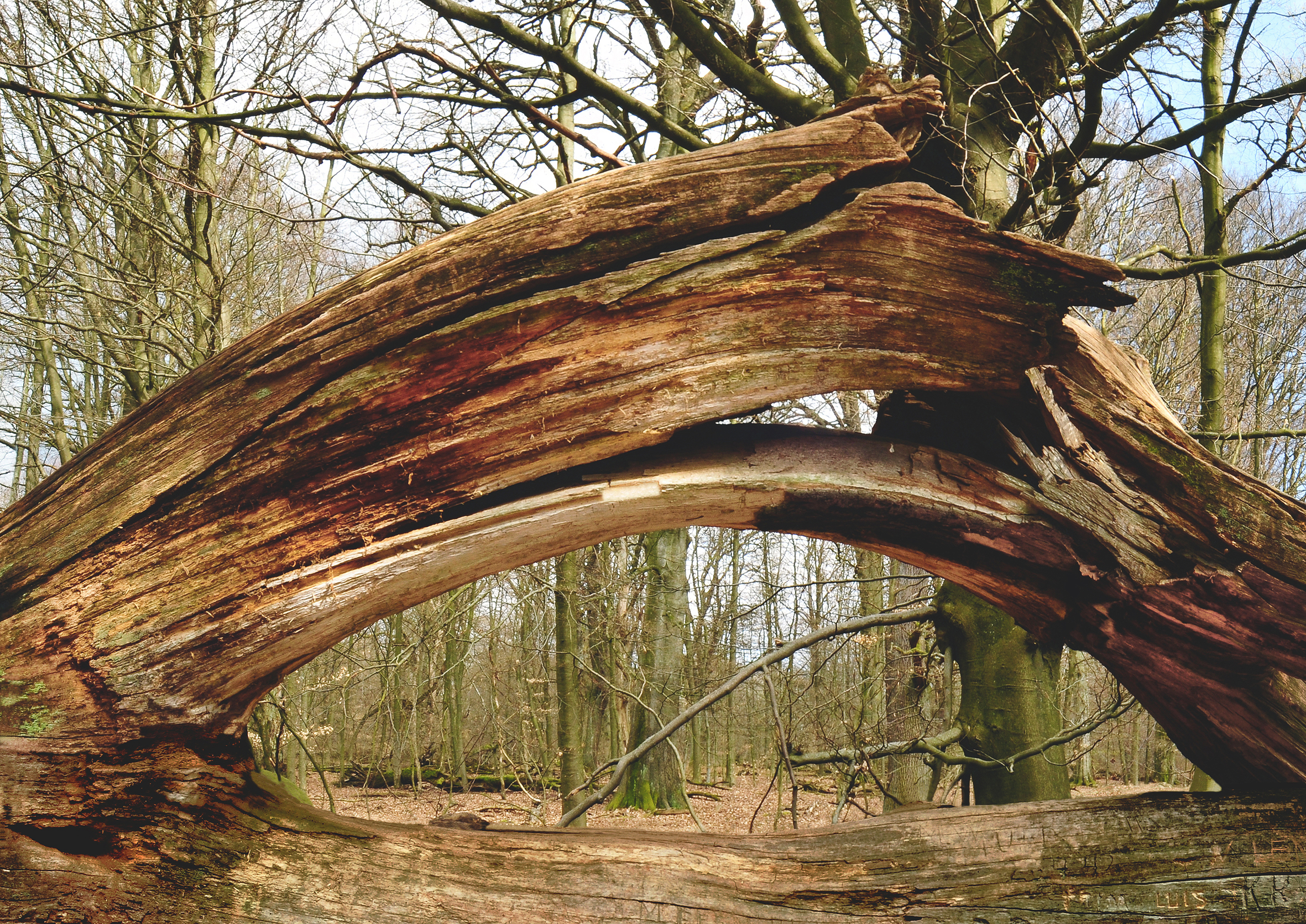
Auseinandergebrochener Baum im Urwald Sababurg.

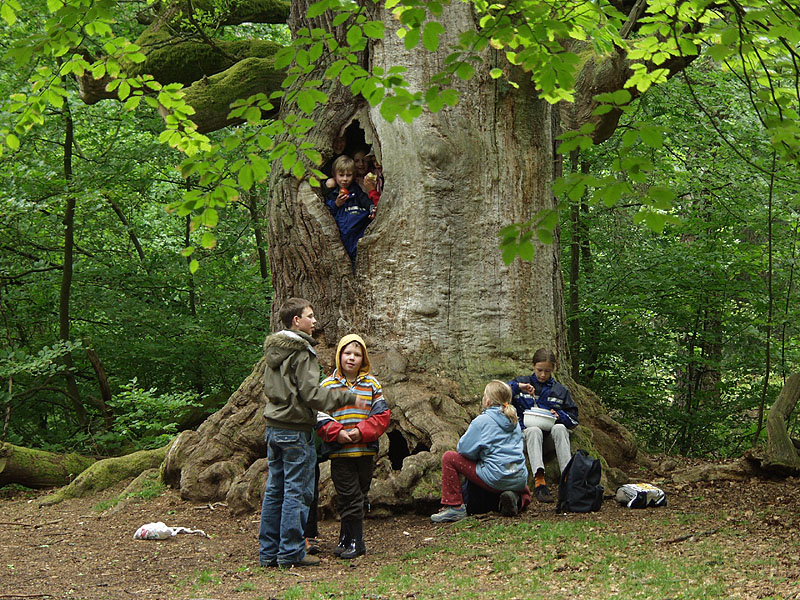
Sielmanns Natur-Ranger im Urwald Sababurg bei der 400-jährigen Kamineiche (2006)

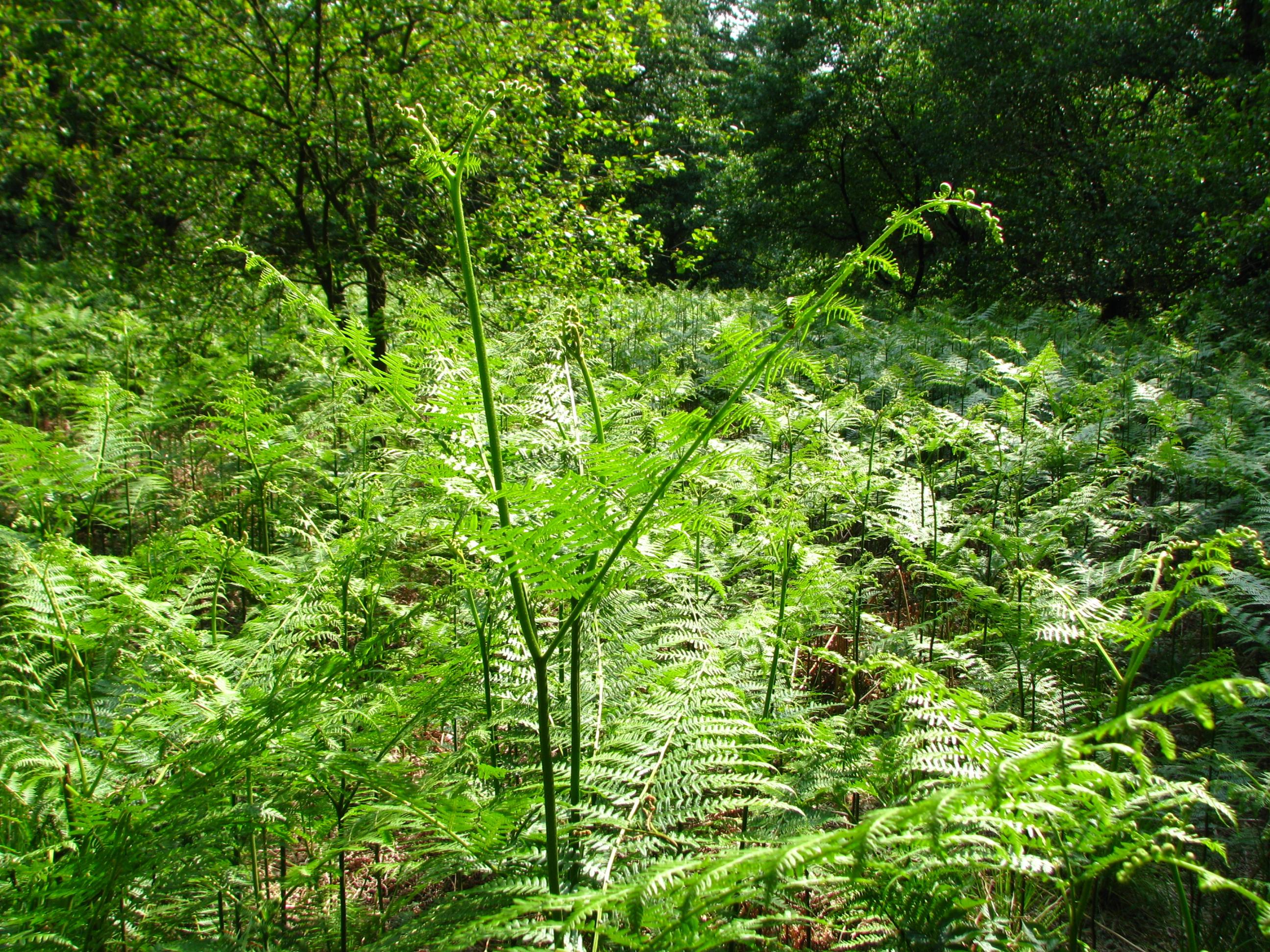
Adlerfarn in einer Lichtung

Der Urwald Sababurg ist ein Anziehungspunkt für Touristen, Familienausflüge und Klassenfahrten. Diesem Sachverhalt wird seitens der Forstverwaltung Rechnung getragen, die das Naturschutzgebiet durch drei verschieden lange Rundwanderwege erschlossen hat. Ausgangspunkt ist der Wandererparkplatz Drecktor an der Kreisstraße 55, die am Westrand des Naturschutzgebietes vorbeiführt. Um Bodenverwundungen gering zu halten und den Besucherstrom zu lenken, wurde 2011 streckenweise ein Bohlenweg angelegt. Ein zusätzlicher Besucherdruck ergibt sich daraus, dass in unmittelbarer Nachbarschaft mit dem Tierpark Sababurg und der Sababurg weitere überregionale Ausflugsziele befinden.

## Beeinträchtigungen
Der starke Besucherdruck besonders an Wochenenden und Feiertagen beeinträchtigt das Naturschutzgebiet. Lärm und Unruhe vertreiben wildlebende Tiere. Die hohe Trittbelastung führt zur Beschädigung der alten Bäume und beschleunigt deren Absterben. Der Bodenbewuchs wird dadurch ebenfalls zurückgedrängt. Inzwischen sind einige Eichen eingezäunt, darunter die Kamineiche und die Rapp-Eiche.

## Verkehrsanbindung
Der Urwald Sababurg ist über die Kreisstraße 55, die aus Richtung Hofgeismar vorbei an dessen Ortsteil Beberbeck, am „Urwald“ und am Tierpark Sababurg mit dortiger Sababurg zum Trendelburger Ortsteil Gottsbüren führt, zu erreichen; der Parkplatz Drecktor liegt am Nordrand der Waldgebiets. Aufgrund seiner abgelegenen Lage reisen die Besucher in der Regel mit Kraftfahrzeugen an.
Zwei Buslinien des Nordhessischen Verkehrsverbunds (NVV) fahren das Gebiet an. Dies ist eine Linie von Hofgeismar über Reinhardshagen nach Hann. Münden und eine Linie von Hofgeismar nach Bodenfelde (im Landkreis Northeim) über Gieselwerder (Gemeinde Wesertal). Sie werden vom Omnibusbetrieb Sallwey und von DB Regio Bus Mitte betrieben.